# Embrassade d'Acatempan

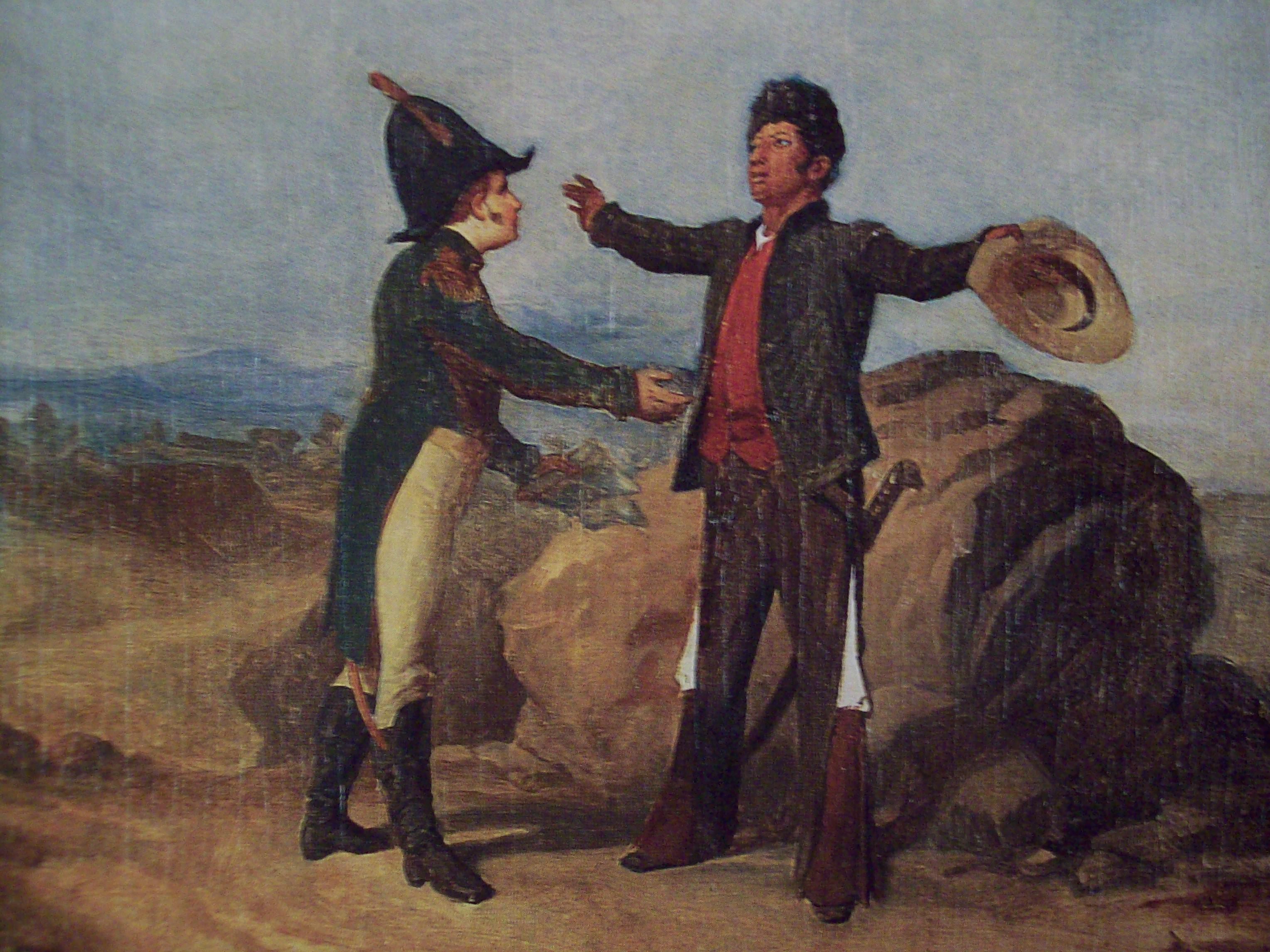
Embrassade d'Acatempan, pour Román Sagredo.

L'embrassade d'Acatempan est un événement de l'histoire du Mexique qui eut lieu le 10 février 1821 entre Agustín de Iturbide, le commandant en chef de l'armée de la Vice-royauté de Nouvelle-Espagne (gouvernée alors par Juan Ruiz de Apodaca) et Vicente Guerrero, le commandant en chef des forces insurgées pour l'indépendance du Mexique. Cette embrassade a marqué la réconciliation entre les forces coloniales (intégrées majoritairement par des créoles) et l'armée insurgée,,,,,.